# Заседа код Орлата
Заседа код Орлата био је инцидент који се догодио 30. маја 1999. године, када је српска полиција напала конвој ОВК између Орлате и Негровце.

## Заседа
Дана 30. маја 1999. године, Рагип Халилај, Расим Кићина, Јахир Демаку, Јамир Џемаљај и Сокол Краснићи, као вође ове групе, били су на путу ка штабу у Ррафшналти. Када су их напале српске снаге на путу на излазу из Негровце ка Орлате око 21:30 часова, сви борци ОВК су убијени.